# Lauxania aeneiventris
Lauxania aeneiventris är en tvåvingeart som först beskrevs av Macquart 1847.  Lauxania aeneiventris ingår i släktet Lauxania och familjen lövflugor. Inga underarter finns listade i Catalogue of Life.